# Ústav anorganické chemie Akademie věd České republiky
Ústav anorganické chemie Akademie věd České republiky je vědecký ústav zaměřující se na různé aspekty anorganické chemie. Zkoumá zákonitosti a podobu anorganické chemie.

## Historie
Ústav vznikl v roce 1972 sloučením dvou partnerských pracovišť, Ústavu anorganické chemie ČSAV a Ústavu anorganických syntéz ČSAV. Od 2007 je ústav veřejnou výzkumnou institucí.